# Kursächsische Distanzsäule Altenberg

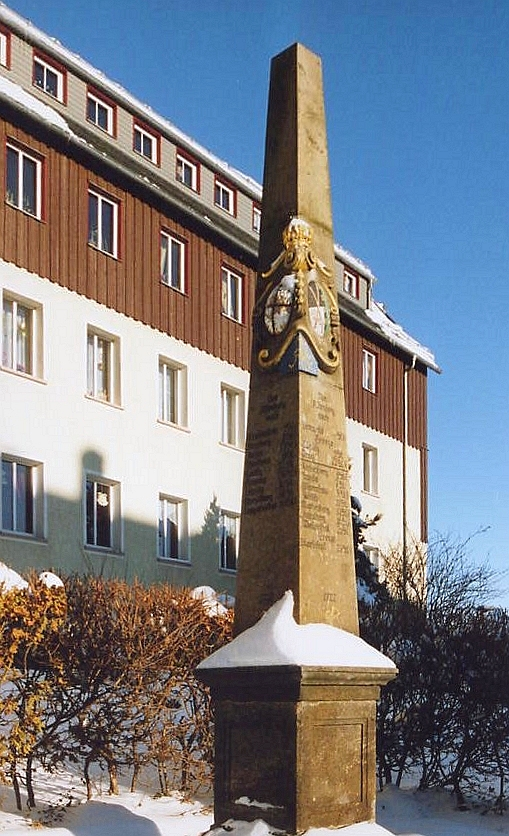
Distanzsäule Altenberg

Die denkmalgeschützte kursächsische Distanzsäule Altenberg gehört zu den Postmeilensäulen, die im Auftrag des sächsischen Kurfürsten Friedrich August I. durch den Land- und Grenzkommissar Adam Friedrich Zürner in der ersten Hälfte des 18. Jahrhunderts im Kurfürstentum Sachsen errichtet worden sind. Sie befindet sich auf dem Platz des Bergmanns unmittelbar an der Bundesstraße 170 in der osterzgebirgischen Stadt Altenberg im Landkreis Sächsische Schweiz-Osterzgebirge.

## Geschichte
Die Säule wurde um 1900 unsachgemäß restauriert. Dabei wurden die alten Entfernungsangaben zerstört und durch die Inschrift Stadt Altenberg 1722 ersetzt. Beim sowjetischen Bombenangriff nach Kriegsende am 10. Mai 1945 wurde die Säule nicht zerstört, Beschädigungen 1955 behoben und 1959 restauriert. 1984 beschloss der Rat der Stadt Altenberg eine komplette Erneuerung der Säule. Dabei wurden auch die historischen Inschriften durch die Forschungsgruppe Kursächsische Postmeilensäulen wieder rekonstruiert. 1987 erfolgte die Aufstellung der Säulenrekonstruktion auf dem Originalpostament, die durch die Firma Leumer in Hänichen angefertigt worden war. Das alte Wappenstück befindet sich im Osterzgebirgsmuseum Schloss Lauenstein.
Nahe dieser Postmeilensäule steht ein restaurierter königlich-sächsischer Meilenstein (Stationsstein) von 1861.

## Aufbau
Die Distanzsäule besteht aus sieben Teilen. Sockel, Postament und Postamentbekrönung bilden den Unterbau. Der Oberbau besteht aus Zwischenplatte, Schaft, Wappenstück und Spitze.